# 織賀邦江
織賀 邦江（おりが くにえ、1922年11月6日 - 1972年11月28日）は、日本の女優。本名は石橋ウララ。東京都出身。夫は劇作家の石崎一正。

## 人物
東京府荏原郡馬込村で生まれる。立正高等女学校（現・東京立正高等学校）卒業。
女学校在学中に滝沢修の舞台『どん底』を見たことがきっかけで芸術小劇場の研究生となる。1941年に第一生命に入社し社長秘書を務める。1943年に第一生命を退社し、瑞穂劇団に入団。1948年に大映に入社。『土曜夫人』が映画デビュー作となる。1951年、戯曲座に入団し、活動の中心を舞台に戻す。1953年に炎座に移籍。その後は銀座プロに所属。
1972年11月28日に肺癌で死去。享年50。

## 出演作品

### 映画
- 土曜夫人（1948年）
- 運命の暦（1948年）
- いいかげん馬鹿（1964年）
- 夜だけの未亡人（1964年）
- 喜劇 女生きてます（1971年）

### テレビドラマ
- バス通り裏（1958年 - 1963年、NHK）
- 木下恵介劇場  / 記念樹（1966年、TBS）
- 泣いてたまるか 第27話「なつかしいあいつ」（1967年、TBS）
- 東芝日曜劇場（TBS）
  - 第580話「結婚」（1968年）
  - 第642話「24才 その6」（1969年）
- ありがとう 第1シリーズ 第30話（1970年、TBS） -  公一の母
- 特別機動捜査隊（NET）
  - 第500話「勇気ある女」（1971年）
  - 第541話「光と影のブルース」（1972年）
- 飛び出せ!青春 第6話「ラヴラヴ行進曲」（1972年、NTV） - 渋谷典子の母
- 帰ってきたウルトラマン 第39話「冬の怪奇シリーズ 20世紀の雪男」・第40話「冬の怪奇シリーズ まぼろしの雪女」（1972年、TBS/円谷プロ） - 村野ルミ子の母 ※第39話はノンクレジット
- 小さな恋の物語 第7話「あなたのふるさとへ」（1972年、TBS）
- 銭形平次 第341話「男だけの詩」（1972年、CX） - おちか
- 鬼平犯科帳'71 第23話「泥鰌の和助始末」 - お米

### 舞台
- 検察官
- 夏虫
- 地熱